# Pawilon Czterech Kopuł
Pawilon Czterech Kopuł – pawilon, wybudowany na początku XX wieku na terenach wystawowych we wschodniej części Wrocławia.

## Historia

### Wystawa Stulecia
Dyrektor Ślaskiego Muzeum Rzemiosła Artystycznego i Starożytności – Karl Masner zaproponował Radzie Miejskiej Wrocławia organizację Wystawy Stulecia. Zaplanowano ją w stulecie zwycięskiej dla Prus bitwy pod Lipskiem (1813) i była częścią obchodów upamiętniających wzrost znaczenia państwa pruskiego w Europie. Pawilon Czterech Kopuł w którym Masner zaplanował zorganizowanie wystawy historycznej umiejscowiono tuż przy Hali Stulecia wraz z innymi obiektami towarzyszącymi (m.in. Pergolą i Ogrodem Japońskim).
Budowę zrealizowała, według projektu Hansa Poelziga, firma Schlesische Beton Baugesellschaft pomiędzy sierpniem 1912 a lutym 1913. Na wewnętrznym dziedzińcu Pawilonu znajdowała się fontanna z rzeźbą projektu wrocławskiego rzeźbiarza, profesora Roberta Bednorza przedstawiającą grecką boginię Atenę (nie zachowała się ona do dzisiejszych czasów).
W Pawilonie Czterech Kopuł w terminie od 20 maja do 26 października publiczność mogła zwiedzać wystawę historyczną. W 56 pomieszczeniach zaprezentowano historię wojen, bitew wraz ze zwycięską pod Lipskiem oraz ważnych postaci. W największej Kopule Północnej umieszczono część poświęconą historii Wrocławia podczas wojen napoleońskich wraz z oryginałem odezwy Fryderyka Wilhelma III z 1813 An Mein Volk (Do mojego ludu), która wzywała do walki z Napoleonem.

### XX-lecie międzywojenne
W 1920 roku zorganizowano w Pawilonie "Wielką Wystawę Sztuk" na której zaprezentowano dzieła ówczesnych twórców m.in. Paula Klee, Karla Schmidt-Rottluffa, Oskara Molla.
W 1929 roku odbyła się wystawa "Mieszkanie i Miejsce Pracy" pokazująca zasady projektowania miast i urbanistykę miast.

### Okres po II wojnie światowej
Pawilon nie został zniszczony podczas działań wojennych.

#### Wystawa Ziem Odzyskanych
W 1948 roku w dniach 21 lipca – 31 października podczas Wystawy Ziem Odzyskanych umieszczono w nim wystawę historyczną, a poszczególne sale nosiły nazwy: Sala Zwycięstwa, Sala Zniszczeń, Sala Jedności Śląska, Sala Węgla. Wówczas przed pawilonem wzniesiono 106-metrową iglicę. Wystawę obejrzało 1 mln osób.

#### Planetarium
W maju 1951 roku dzięki inż. K. Czetyrbokowi – prezesowi Koła wrocławskiego Polskiego Towarzystwa Miłośników Astronomii i pracowników wrocławskiego obserwatorium z części znalezionych we wrocławskim obserwatorium zmontowano planetarium Zeissa. Umieszczono je w maju 1951 w jednej z kopuł Pawilonu i udostępniono publiczności. W 1953 przeniesiono do jednej z rotund Hali Ludowej.
W 1953 roku w pawilonie zlokalizowano Wytwórnię Filmów Fabularnych, która wykorzystywała jego pomieszczenia jako filmowe atelier.

#### Muzeum Narodowe

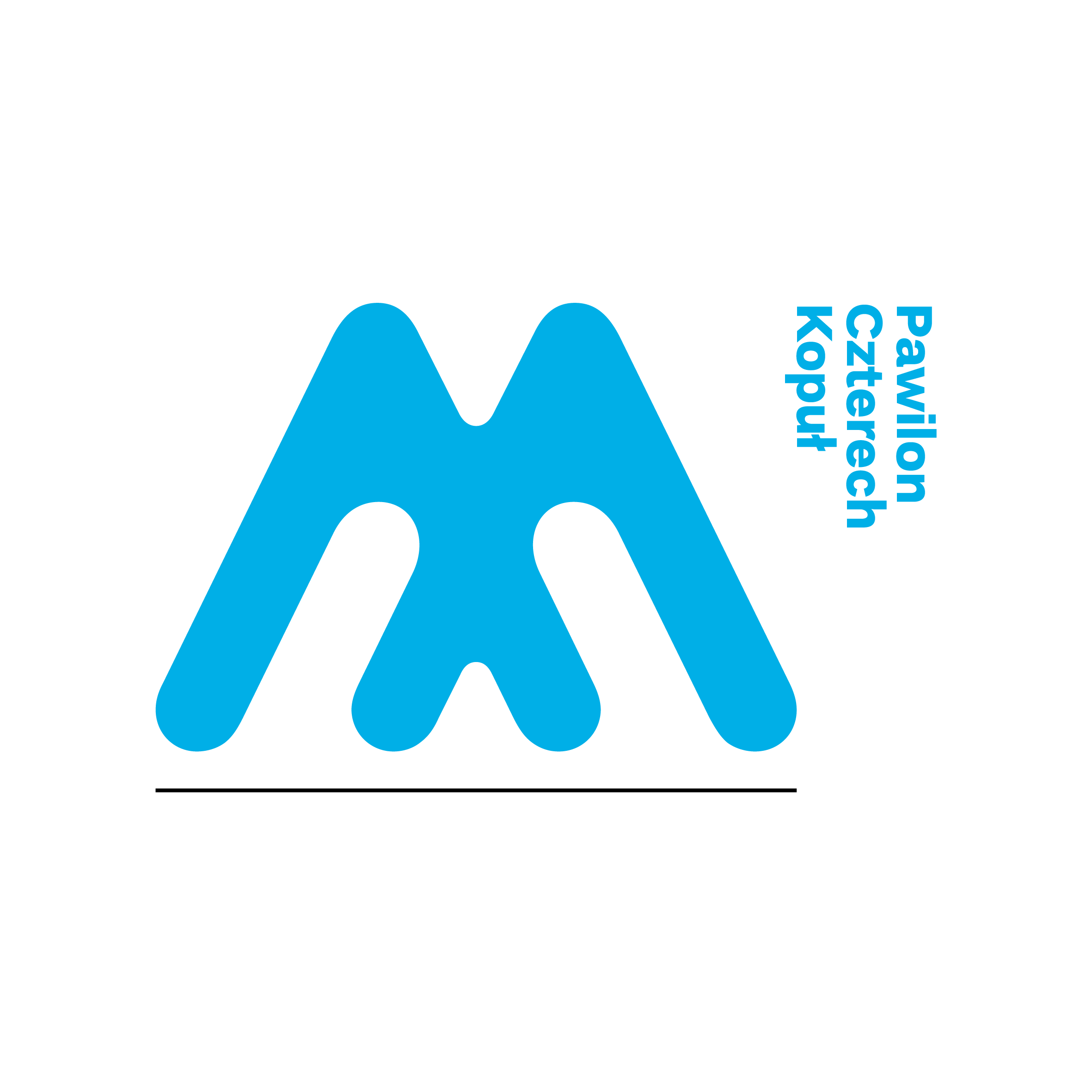
Logo MNWr

W 2009 roku Pawilon przejęło Muzeum Narodowe we Wrocławiu. W maju 2013 w obiekcie przeprowadzono generalny remont na jego potrzeby dzięki któremu uzyskano nowe powierzchnie wystawiennicze – ponad sześć tysięcy metrów kwadratowych z przeznaczeniem na ekspozycję sztuki współczesnej. W okalającym pawilon parku powstała plenerowa galeria rzeźby. Prace remontowe ukończono w czerwcu 2015 roku.
Od 25 czerwca 2016 roku w Pawilonie Czterech Kopuł działa Muzeum Sztuki Współczesnej – Oddział Muzeum Narodowego we Wrocławiu.
W zbiorach muzeum znajdują się prace m.in. Magdaleny Abakanowicz, Pawła Althamera, Mirosława Bałki, Stanisława Fijałkowskiego, Władysława Hasiora, Tadeusza Kantora, Katarzyny Kozyry, Jana Lebensteina, Jerzego Nowosielskiego, Aliny Szapocznikow.

## Lista Światowego Dziedzictwa UNESCO
Od roku 2006 pawilon znajduje się na Liście Światowego Dziedzictwa UNESCO. Został na nią wpisany razem z sąsiadującą Halą Stulecia.

## Architektura

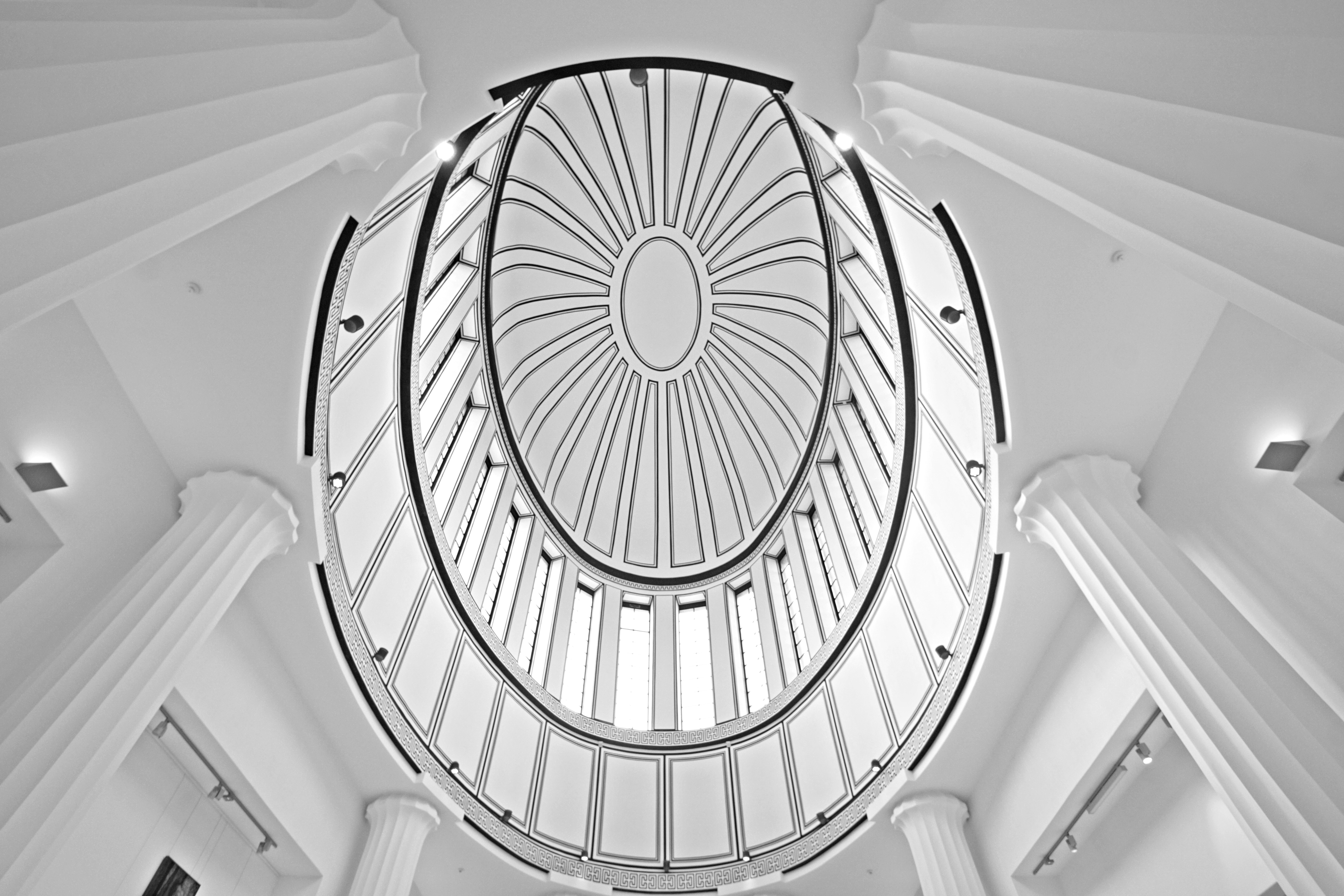
Wnętrze

Pawilon Czterech Kopuł jest budynkiem jednokondygnacyjnym, bez podpiwniczenia. Ma on konstrukcję żelbetową. Wokół dziedzińca wewnętrznego umieszczono cztery skrzydła. Cztery kopuły umieszczono w części środkowej każdego ze skrzydeł. Wschodnia i zachodnia kopuła powstała na planie koła, a południowa i północna elipsy.